# Fiedelbohrer

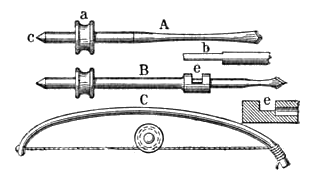
Bogen und Bohrer

Der Fiedelbohrer ist ein historisches Werkzeug zum Bohren. Er ist seit dem 3. Jahrtausend v. Chr. bekannt und fand bis Mitte des 19. Jahrhunderts Verwendung. Die älteste Darstellung eines Fiedelbohrers stammt aus etwa 2650 v. Chr. und befindet sich in der Grabkammer des Ti in Ägypten.
Die ersten Bohrer dieser Art bestanden aus einem bogenförmigen Holzstück, dessen Enden mit einer Sehne verbunden sind. In die Sehne wird ein Schaft eingespannt, so dass er bei Hin- und Herbewegung des Bogens rotiert. Am Kopf des Schafts ist eine Spitze aus Stein, Kupfer oder Bronze verankert, die als Bohrwerkzeug dient. Der Schaft selber ist verhältnismäßig schwer oder mit zusätzlichen runden Gewichten beschwert, um zum einen den Vorschub zu gewährleisten, zum anderen durch die größere Masse eine höhere Laufruhe zu erzielen.